# 세븐원더스

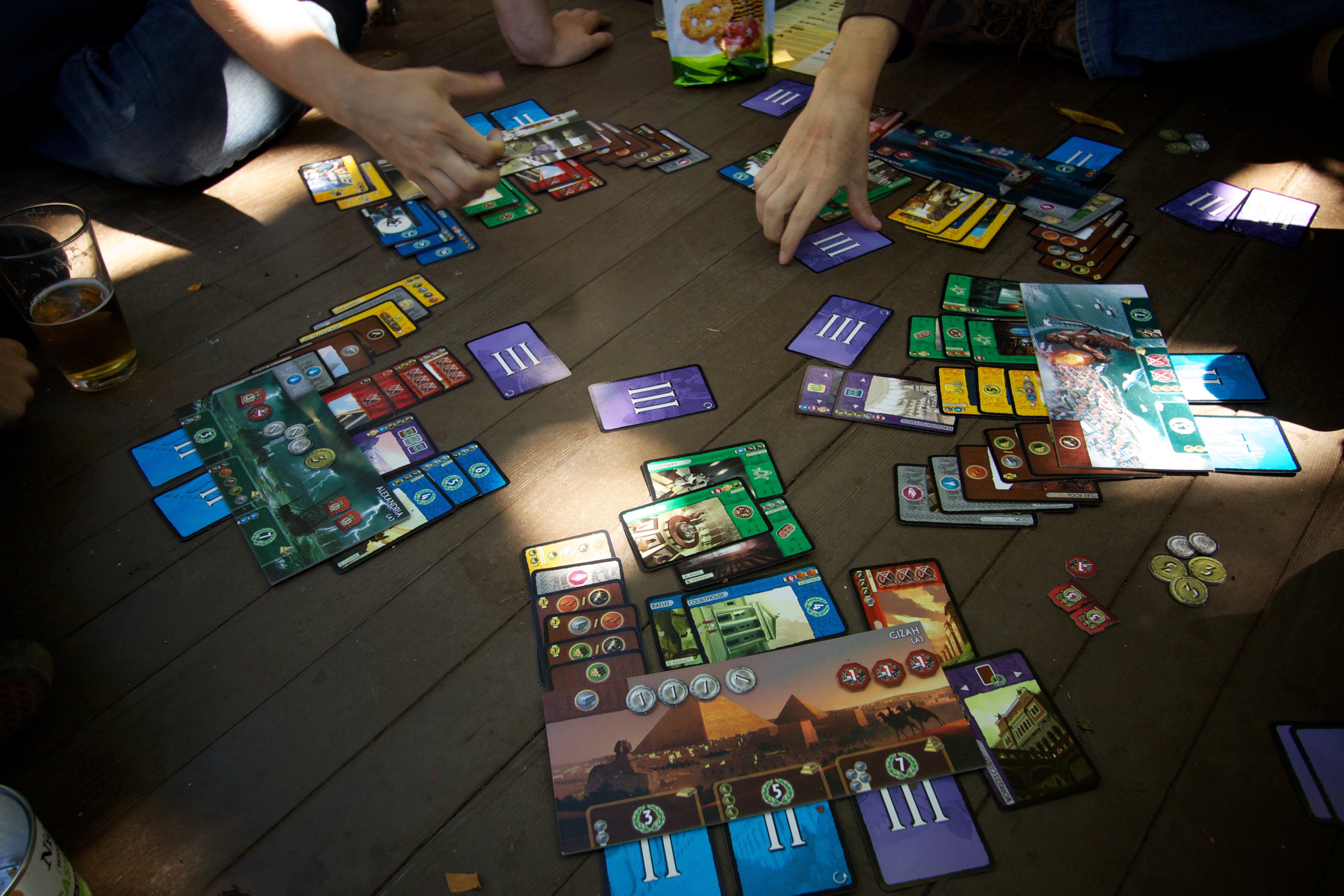

세븐원더스(7 Wonders)는 앙투안느 바우자(Antoine Bauza)가 디자인한 보드 게임으로 벨기에(Belgium)에 있는 레포스 제작사(Repos Production)가 출판했다. 세븐원더스는 고대 문명, 군사 갈등, 상업 활동의 묘사를 특징으로 한  카드 덱을 이용해 플레이하는 카드 드래프팅 게임(Card drafting game)으로, 보드 게임 토론 웹사이트, '보드게임기크(BoardGameGeek)'에서 가장 높은 등급을 받은 게임들 중의 하나로 간주되고 있다. 또한, 2011년 첫 수상 ‘올해의 게임상(Spiel des Jahres)’을 포함, 총 30여 개의 게임상을 수상했다.

## 게임 방식
세븐원더스는 고대 문명을 특징으로 하는 카드 덱 전용 게임이다. 게임 시작에 각 플레이어는 '원더보드(Wonder board)'라고 불리는 게임 보드를 무작위로 받으며, 각 보드는 안티파터 시돈 (Antipater of Sidon)의 고대 7대 불가사의를 묘사한다. 플레이어들은 자신의 원더보드 주위에 다양한 재료와 구조를 표현하는 카드들을 놓는다. 보드는 양면으로 돼 있으며 일반적으로 A가 표시된 원더보드들이 구축하기가 쉬운 반면, B가 표시된 보드들은 좀 더 흥미로운 혜택을 준다.
세븐원더스는 I, II,  III  시대로 게임에서 알려져 있으며, 이 세 기간 동안 자신의 카드 덱을 이용해서 게임한다. 각 시대에 플레이어들에게 무작위로 카드 7장을 분배한다. 매 턴(Turn)마다 각 플레이어는 자신의 패에서 카드 한 장을 선태한 다음에, 나머지 카드들은 앞면이 거꾸로 향하게 한 후 옆의 플레이어에게 넘겨주는 카드-드래프팅 기술을 사용한다. 이 과정은 카드 7장 중 5장이 플레이될 때까지 반복된다. 이 시점에서 각 플레이어는 남은 카드 두 장 중 한 장을 플레이하고 나머지 한 장은 폐기해야 한다.
각 시대 카드는 구조를 나타내며, 카드 플레이는 구조를 건설하는 것과 같다. 구조를 건설하려면, 플레이어는 우선 동전 또는 자원으로 공사 비용을 지불한 다음에 자신의 원더보드에 그 카드를 내려 놓는다. 사용할 수 있는 자원이 부족한 플레이어는 인접한 이웃들의 자원을 빌려서 지불하기도 한다. 일반적으로 자원 당 동전 두 개를 그 이웃에게 지불한다.
구조를 건설하는 것 대신에 플레이어는 은행에서 동전 3개를 얻거나 자신의 원더 단계를 건설하기 위해 카드를 이용하기도 한다. 원더보드는 보드의 하단에 보여진대로 2~4 단계가 있다. 원더 단계를 건설하려면, 플레이어는 그 단계에 나열된 자원 비용을 지불한 후 적당한 자리의 원더보드 및에 시대 카드를 놓는다.
시대 카드들은 일곱 종류로 구조 형태가 다르며, 카드들의 배경색에 의해 결정된다.
1. 빨간색 카드(군사 구조)는 '방패'  기호를 포함한다. 플레이어의 군사적 강도를 높여주며 각 시대 끝에 충돌을 해결하는 데 사용된다.
2. 노란색 카드(상업 구조)는 몇 가지 효과가 있다. 동전, 자원 및 빅토리 포인트를 주거나 이웃에서 자원 구입의 비용을 줄일 수 있다.
3. 녹색 카드(과학 구조)는 각각 세 가지 기호 중 한 가지를 가지고 있다. 기호들의 조합은 빅토리 포인트의 가치가 있다.
4. 푸른색 카드(시민 구조, 게임 규칙에서 '민간인'으로 오역)는 확정된 승정을 준다.
5. 갈색 카드(원료)는 게임에서 사용되는 네 가지 원료(나무, 광석, 진흙 벽돌, 돌) 중 한 가지 또는 두 가지를 공급한다.
6. 회색 카드(공산품)는 게임에서 사용되는 세 가지 공산품(유리, 파피루스, 섬유) 중 한 가지를 공급한다.
7. 자주색 카드(길드)는 플레이어 및 그 이웃들이 건설한 구조에 근거해 빅토리 포인트를 부여한다.
8. 갈색 및 회색 카드는 I 세대와 II 세대 덱에서만 나타나며, 자주색 카드는 III 세대 덱에서만 나타난다.

각 시대의 끝에 이웃 간의 군사 충돌을 해결한다. 이것은 플레이어들의 빨간색 카드 위에 있는 방패 기호 수를 비교해서 행하고 그에 맞춰 빅토리 포인트를 수여한다. 덱 3개를 모두 플레이하면, 플레이어들은 개발한 모든 분야(시민, 과학, 상업 등)에서 점수를 집계한 후 가장 많은 빅토리 포인트를 얻은 플레이어가 이긴다.
기본 게임에서 빅토리 포인트를 획득할 수 있는 7 가지 방법이 있다.
1. 군사 승점 - 각 승리 당  I 세대에는 1점, II 세대에는 3점, III 세대에는 5점을 획득하고,  각 패배 당 세대에 관계없이 1점을 손실한다.
2. 금화 - 게임 끝에 플레이어가 소유한 동전 3개 당 1점을 얻는다.
3. 원더 단계 - 원더 단계의 대부분은 확정된 빅토리 포인트를 부여한다.
4. 시민 구조(푸른색 카드) - 각 구조는 확정된 빅토리 포인트 부여한다.
5. 상업 구조(노란색 카드) - III 세대 상업 구조들은 플레이어가 건설한 어떤 구조들에 근거하여 빅토리 포인트 부여한다.
6. 길드 (자주색 카드) - 길드는 빅토리 포인트를 획득할  몇 가지 방법을 제공하며, 대부분은 플레이어 및 그 이웃들이 건설한 구조 형태에 근거한다.
7. 과학 구조 (녹색 카드) - 각 녹색 카드에는 태블릿, 컴퍼스, 기어 기호가 있다. 한 가지 유형의 카드 1장에는 1점, 2장에는 4점을 부여하는 데, 결국 부여되는 포인트 수는 소유한 기호 수의 제곱과 같다. 추가로 소유한 태블릿, 컴퍼스, 기어의 각 세트에는 7점을 부여한다.

## 확장팩

### 공식 확장팩
현재, 네 개의 공식 확장팩이 출시되었다.
세븐 원더스: 리더 (7 Wonders:  Leaders),  2011년
이 확장팩은 흰색을 배경으로 한 리더 카드들로 플레이어의 도시를 보조하기 위해 모집될 수 있다.  리더 카드 36장은 실존 역사 인물에 근거하며, 시저(Caesar), 미다스(Midas)와 같은 이들은 잘 알려져 있는 인물들이나 나머지들은 그렇지 않다. 규칙서에 각 리더들의 간단한 약력이 있다.
리더 확장팩 게임은, 원더 보드를 선택한 후 게임에서 두 번째로 해야 될 것이 리더 선택하기로, 게임 메카닉을 변경한다. 각 플레이어는 리더 카드 4장을 분배받고 그 중에서 두 장을 선택한다. 각 시대 시작에, 플레이어들은 리더 한 명을 영입,  그에 대한 비용을 지불한 후 플레이한다. 리더 확장과 관련된 추가 비용을 보상받기 위해 플레이어들은 동전 3개가 아닌 6개로 시작한다. 플레이어들은 리더를 영입하는 대신, 시대 카드와 마찬가지로, 리더 카드를 폐기하고 동전 3개를 얻거나 그 카드로 원더 단계를 건설해도 된다.
리더들은 빅토리 포인트, 자원, 동전, 자원비용 절감, 상업 혜택, 방패 추가 및 과학 기호를 얻을 수 있는 추가 방법 및 다양한 능력을 부여한다. 예를 들면, '시저' 카드는 방패 두 개를 주고 '미다스' 카드는 게임 끝에 동전 3개 당 1개의 빅토리 포인트를 추가로 준다.
길드 카드 4장 및 원더 보드 1장이 확장팩과 함께 제공되며, 추가된 보드, 로마의 콜로세움(Colosseum of Rome)은 새 리더들과 관련된 능력들을 적절하게 부여한다.
세븐 원더스: 시티스(7 Wonders:  cities),  2012년 8월
확장팩 '시티스'는 각 시대 카드 덱에  검정 배경을 가진 도시 카드 9장을 소개한다. 각 시대 덱에 섞인 시티 카드들의 수는 플레이어의 수와 같으며,  이는 각 시대에 플레이되는 카드가 7장으로 구성됨을 의미한다.
시티 카드는 다른 카드들보다 좀 더 강력해서 게임 방식에 큰 영향을 미친다. 예를 들면,  IIII 시대 빨간 카드에서는 방패 3개가 제공되는 데에 반해, IIII  시대 '컨틴젠드(Contingent)' 카드는 5개를 제공한다. 또한, 한 시대에 군사 충돌을 피할 수 있도록 하는 외교술 및 상대 플레이어들이 은행에 동전을 강제로 지불해야 하거나 동전이 부족할 경우에는 빅토리 포인트를 잃게 되는 금전 손실과 같은 새로운 개념을 소개한다.
시티 카드의 추가로 각 시대에 플레이할 수 있는 카드의 총 수는 56장이며, 8명이 플레이하는 개임 게임 또는 2명씩 네 팀이 플레이하는 팀 게임이 가능하다. 팀 게임에서 각 파트너들의 카드를 볼 수 있으며 어떤 카드들을 플레이할지 의논할 수 있으며, 외교의 효과가 수정된다.
또한, 시티 확장팩은 새로운 길드 카드 3장, 리더 카드 6장, 원더 보드(비잔티움의 아퍄소피아(Hagia Sophia of Byzantium), 페트라의 알 카즈네(Al Khazneh of Petra)) 2장을 포함한다. 이러한 추가들은 시티 카드 또는 도입된 개념에 특별 능력을 더한다.
세븐 원더스: 원더 팩(7 Wonders: Wonder Pack), 2013년 5월
이 확장팩에 추가된  원더 보드 4장은 아부 심벨(Abu Simbel), 만리장성 (Great Wall of China), 스톤헨지(Stonehenge), 브뤼셀의 오줌싸개 동상(Manneken Pis of Brussels)이다.
세븐 원더스: 바벨(7 Wonders: Babel), 2014년 12월
바벨탑(Tower of Babel)을 소개하며, 각 플레이어들은
탑 및 인근 기념물 건설에 참여함으로써 신흥 문명에 원조를 도입할지를 결정한다.
세븐 원더스 아트 팩(7 Wonders: Art pack), 년 월 확장팩에 추가된 원더보드 7장은 기본판의 기자의 피라미드(Gizah), 바빌론(Babylon), 올림피아(Olyimpia), 에페소스(Ephsos), 알렉산드리아(Alexandrie), 헬리카르나소스(Halicarnasse), 로도스(Rhodes)의 디자인을 새롭게 변경했다.

### 홍보용 확장팩
- Manneken Pis (Promotional wonder released at SPIEL 2010, October 2010 - later included in the Wonder Pack)[4]
- 7 Wonders: Leaders Stevie Wonder Promo Card (2011)[5]
- Catan-Wonder (Promotional wonder released at SPIEL 2011, October 2011)[6][7]
- 7 Wonders: Leaders Louis Armstrong Promo Card (2012)[8]
- 7 Wonders: Leaders Esteban promo card (2012)
- 7 Wonders: Leaders Wil Wheaton promo card (2014)

## 수상
- 2010 Tric Trac d'or (France) (French), Game of the Year, Winner.
- 2010 Meeples' Choice Award, Winner.
- 2011 Kennerspiel des Jahres (Germany), Connoisseur's Game of the Year, Winner.
- 2011 Deutscher Spiele Preis, Winner.
- 2011 Les Trois Lys (Quebec), Game of the year, Winner
- 2011 Vuoden Aikuistenpeli (Finland), Adult game of the year, Winner.[9]
- 2011 Lucca Games (Italy), Miglior gioco di carte (Best card game), Winner.